# Grands Prix automobiles de la saison 1922
1921 1923
La saison de Grands Prix automobiles 1922 a été organisée par l'Association Internationale des Automobile Clubs Reconnus (AIACR). Le championnat comportait deux Grandes Épreuves : le Grand Prix de France et le Grand Prix d'Italie.

## Grands Prix de la saison

### Grandes Épreuves
| Grand Prix          | Circuit    | Date        | Pilote vainqueur | Constructeur vainqueur | Résultats |
| ------------------- | ---------- | ----------- | ---------------- | ---------------------- | --------- |
| Grand Prix de l'ACF | Strasbourg | 15 juillet  | Felice Nazzaro   | Fiat                   | Résultats |
| Grand Prix d'Italie | Monza      | 4 septembre | Pietro Bordino   | Fiat                   | Résultats |

### Autres Grands Prix
| Grand Prix                    | Circuit           | Date         | Pilote vainqueur           | Constructeur vainqueur | Résultats |
| ----------------------------- | ----------------- | ------------ | -------------------------- | ---------------------- | --------- |
| Targa Florio                  | Madonies          | 2 avril      | Giulio Masetti             | Mercedes               | Résultats |
| Circuito di Sardegna          | Cagliari          | 30 mai       | Giovanni "Ernesto" Ceirano | SCAT                   | Résultats |
| Grand Prix du M.C.F.          | Montargis         | 5 juin       | Ramon Bueno                | Salmson                | Résultats |
| Circuito stradale del Mugello | Mugello           | 18 juin      | Alfieri Maserati           | Isotta Fraschini       | Résultats |
| Tourist Trophy                | Île de Man        | 22 juin      | Jean Chassagne             | Sunbeam                | Résultats |
| Grand Prix de Belgique        | Spa-Francorchamps | 12 août      | Raymond de Tornaco         | Impéria                | Résultats |
| Coppa Montenero               | Livourne          | 27 août      | Carlo Masetti              | Bugatti                | Résultats |
| JCC 200 miles                 | Brooklands        | 3 septembre  | Kenelm Lee Guinness        | Talbot                 | Résultats |
| Coupe des Voiturettes         | Le Mans           | 18 septembre | Kenelm Lee Guinness        | Talbot                 | Résultats |
| Circuito del Garda            | Salò              | 15 octobre   | Guido Meregalli            | Diatto                 | Résultats |
| Grand Prix d'automne de Monza | Monza             | 22 octobre   | André Dubonnet             | Hispano-Suiza          | Résultats |
| Trophée Armangué (ca)         | Tarragone         | 29 octobre   | Robert Benoist             | Salmson                | Résultats |
| Grand Prix de Penya-Rhin      | Sitges-Terramar   | 5 novembre   | Kenelm Lee Guinness        | Talbot                 | Résultats |
| Coppa Florio                  | Madonies          | 19 novembre  | André Boillot              | Peugeot                | Résultats |

- N.B : en italique, les courses en catégorie voiturette ou cyclecar

## Grands Prix nord-américains
Les courses se déroulant aux États-Unis sont regroupées au sein du Championnat américain. Au total 20 courses dont 18 comptant pour le classement final se déroulent cette année-là.
Jimmy Murphy remporte le championnat.
| Grand Prix               | Circuit      | Date   | Pilote vainqueur | Constructeur vainqueur | Résultats |
| ------------------------ | ------------ | ------ | ---------------- | ---------------------- | --------- |
| 500 miles d'Indianapolis | Indianapolis | 30 mai | Jimmy Murphy     | Duesenberg             | Résultats |